# Douche solaire

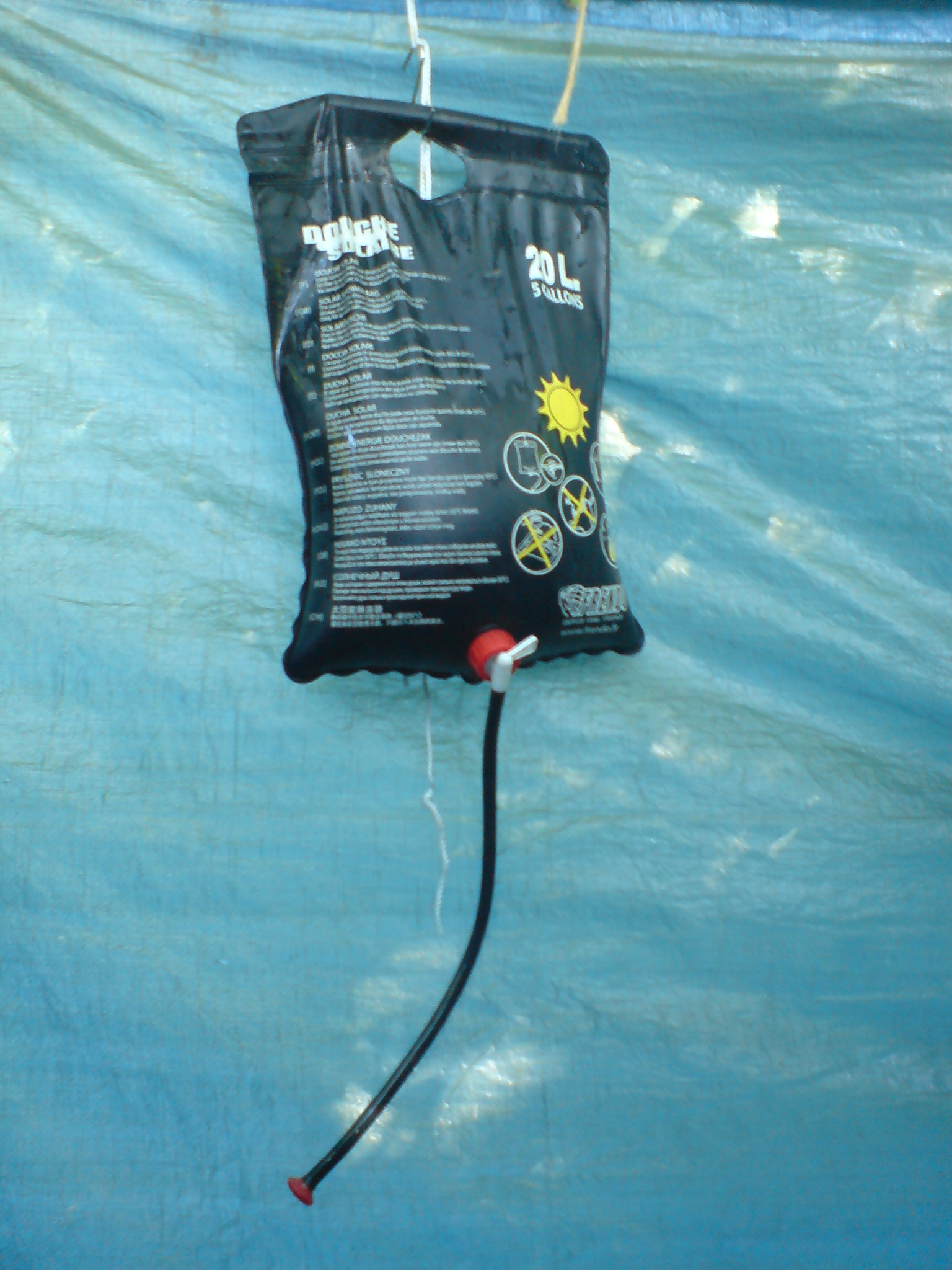
Douche solaire de marque Frendo d'une capacité de 20 litres. Cette douche est pleine.

Une douche solaire est un dispositif permettant de se doucher avec de l'eau chauffée par l'énergie solaire emmagasinée par un réservoir. 
Le réservoir des modèles portatifs est un sac en caoutchouc noir. Ces douches solaires s'utilisent en camping ou lors de randonnée de plusieurs jours.
Les douches solaires fixes sont aussi appelées "douches de jardin".